# Das Tier (1981)
Das Tier ist ein US-amerikanischer Horrorfilm aus dem Jahr 1981 von Regisseur Joe Dante. Der Film basiert auf dem Roman The Howling von Gary Brandner von 1977.

## Inhalt
Die Fernsehreporterin Karen wird von Eddie, welcher sie ständig verfolgt, gezwungen, ein Video zu schauen, welches zeigt, wie eine junge Frau Opfer einer Vergewaltigung wird. Als die Polizei eintrifft, erschießt diese Eddie, und Karen wird traumatisiert. Um wieder ins Leben zurückzufinden, begibt sie sich in das Therapiezentrum von Dr. George Waggner, welches sich jedoch als Kolonie von Werwölfen entpuppt. Diese wollen nicht friedlich mit den Menschen koexistieren, und schon bald gerät Karen in Lebensgefahr. Marsha Quist, eine der weiblichen Werwölfe, verwandelt Karens Ehemann in einen der ihren, während sie leidenschaftlichen Sex haben. Eddie ist jedoch nicht tot, sondern ebenfalls ein Werwolf. Karen und ein Freund können am Ende die Kolonie vernichten, doch Marsha kann fliehen, und Karen verwandelt sich in einen Werwolf, um so die Welt vor der Existenz dieser Spezies zu warnen.

## Trivia
- Das Budget des Filmes betrug etwa eine Million US-Dollar und er spielte 17.985.893 Dollar ein.
- Robert Picardo, der die Rolle des Eddie Quist spielte, übernahm später eine Hauptrolle in der Fernsehserie Star Trek: Raumschiff Voyager. Als einer der Autoren dieser Serie, Brannon Braga, von diesem Film erfuhr, schrieb er eine Episode (Darkling, dt.: Charakterelemente), in der sich Picardos Rolle in eine böse Variante ihrer selbst (ähnlich einem Mr. Hyde) verwandelt. Picardo trägt in dieser Rolle die gleiche Maske wie auch in diesem Film.
- Die Namen vieler Figuren sind Anspielungen auf bekannte Horror-Regisseure, die alle unter anderem auch Werwolffilme gedreht haben. Im Einzelnen: "Dr. George Waggner" = George Waggner (drehte den Werwolffilm Der Wolfsmensch). "Bill Neill" = Roy William Neill (drehte Frankenstein trifft den Wolfsmenschen). "Terry Fisher" = Terence Fisher (drehte Der Fluch von Siniestro). "Fred Francis" = Freddie Francis (drehte Die Todeskarten des Dr. Schreck und Die Legende vom Werwolf). "Erle Kenton" = Erle C. Kenton (drehte Frankensteins Haus und Draculas Haus). "Sam Newfield" = Sam Newfield (drehte The Mad Monster). "Charlie Barton" = Charles T. Barton (drehte Abbott und Costello treffen Frankenstein).
- John Carradine, der hier den "Erle Kenton" spielt, hatte tatsächlich in den beiden Werwolffilmen, die der Namenspate seiner Rolle, Erle C. Kenton, inszeniert hatte, als Schauspieler mitgewirkt, beide Male in der Rolle des Grafen Dracula.

## Kritiken
Das Tier erhielt auf Rotten Tomatoes eine Wertung von 70 % basierend auf 33 Rezensionen. In der Internet Movie Database wurde er mit 6,6 von 10 möglichen Punkten bewertet.
prisma befand den Film als „technisch perfekten Streifen, der geschickt den "Gothic-Horror" in eine moderne Welt zu transportieren vermag und auch eine ironische Stellung gegenüber der Werwolf-Tradition einnimmt.“
Das Lexikon des internationalen Films schrieb, der Film sei einerseits „eine Satire auf die Macht der Massenmedien“ und gleichzeitig ein „suggestiver Horrorfilm“, der „zwischen "Rotkäppchen und der Wolf" und klassischen "Werwolf"-Filmen angesiedelt“ sei und zu denen er „in zahlreichen Anspielungen ironisch Stellung“ beziehe. Kritisiert wurden „allzu aufgesetzte Psychologisierungen“ und die „sich in ihrer tricktechnischen Perfektion oft selbstzweckhaft verselbständigenden Effekte“, durch die der Film „viel von seiner Wirkung“ einbüße.

## Auszeichnungen
- 1981 gewann der Film einen Saturn Award in der Kategorie Best Horror Film.
- In den Kategorien Best Make-Up und Best Special Effects erhielt er jeweils eine Nominierung.

## Fortsetzungen
Der Film zog sieben Fortsetzungen nach sich, von denen nur die ersten beiden noch in die Kinos gebracht wurden:
- 1985: Das Tier II (Howling II: Your Sister is a Werewolf)
- 1987: Wolfmen (The Howling III)
- 1988: Howling (The Howling IV – The Original Nightmare)
- 1989: The Howling 5 – Das Tier kehrt zurück (Howling V – The Rebirth)
- 1991: Final Attack (The Howling VI – The Freaks)
- 1995: Howling: New Moon Rising
- 2011: Blue Moon – Als Werwolf geboren (The Howling Reborn)

Bei dem in Deutschland als achter Teil der Serie vertriebenen Howling – Resurrection handelt sich um den 1998 Direct-to-Video gedrehten Film The Strangers, welcher in keinem Zusammenhang mit der Originalserie steht.